# Скульптурний парк Умедален

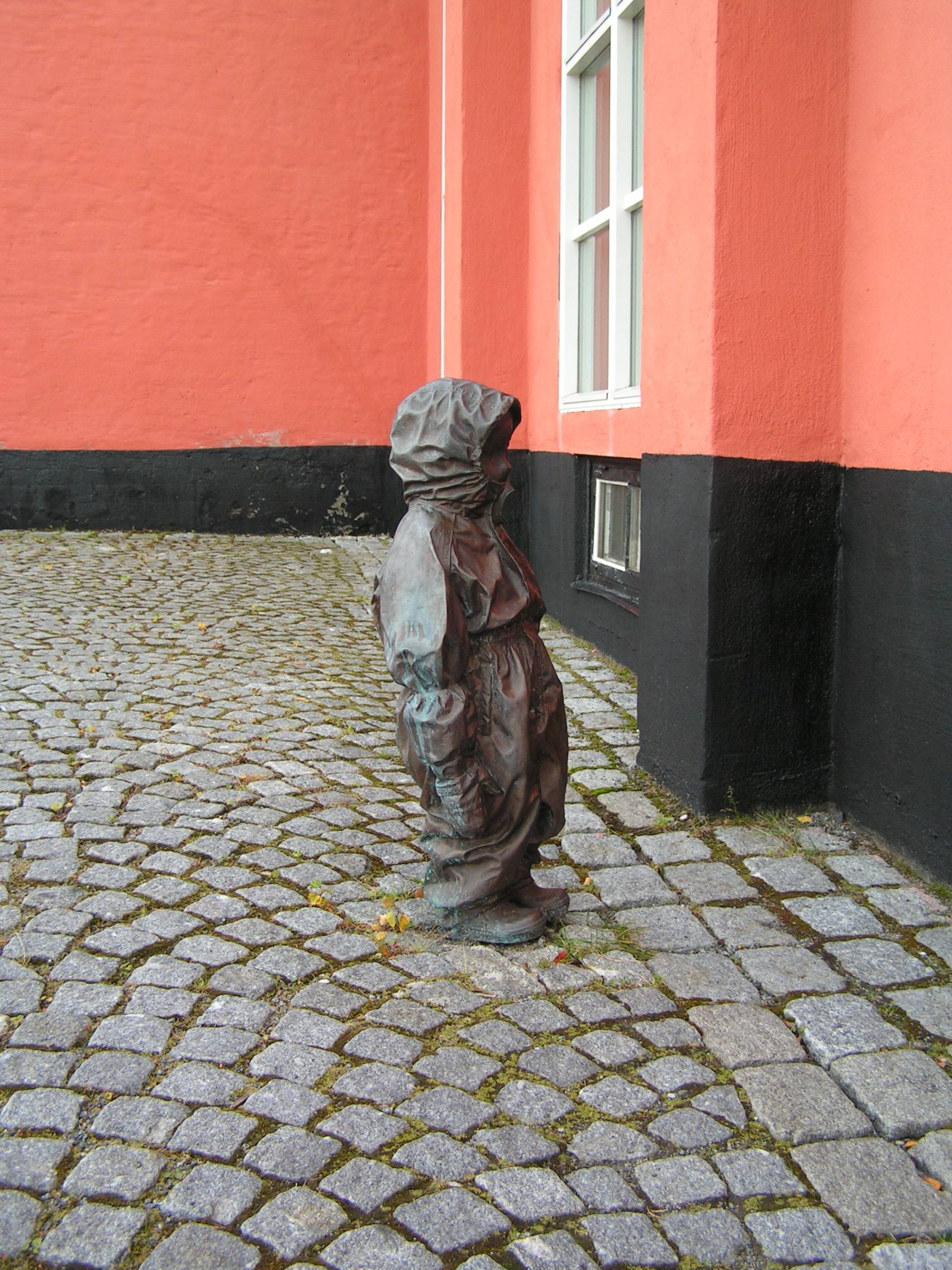
Геть авторства Шарлотти Джиленхамер

Скульптурний парк Умедален — художня виставка і сад скульптур в Умео в Швеції.

## Історія
Художня виставка була організована вперше в 1994 році і в даний час є постійною виставкою в саду скульптур на попередній ділянці лікарні ділянці.
У 1987 році компанія Balticgruppen (Baltic Group) спільно з Art Gallery Galleri Сандстрем Андерсон купила близько 20 кам'яних будинків у парку біля Ради графства Вестерботен. Художня галерея була побудована навколо історичних будівель, які раніше використовувалися як лікарня. Balticgruppen придбав 44 скульптур, які зараз формують постійну експозицію в парку скульптур.

## Постійно виставлені скульптури
- Untitled, граніт, 2001, Bård Breivik
- Black, Grey, Broken Sky and Palest Blue, 2010, керамічні пластини і сталь, Astrid Sylwan
- Forest Hill, 1997, plasic pipes, бетон, Buky Schwartz
- The most lonesome story ever told, 1998, Jonas Kjellgren
- Heart of trees, 2007, бронза і дерево, Jaume Plensa
- Nosotros, 2008, пофарбована сталь Jaume Plensa
- Emergency station (Räddningsplats), 2008, текстиль, трава, насіння, Gunilla Samberg
- Untitled, 1998, пофарбована бронза, Roland Persson
- Hardback, 2000, бетон, Nina Saunders
- Mor och Barn (Mother and child), 1958, бронза, David Wretling
- Still Running 1990-93, чавун, Antony Gormley
- Another Time VIII, 2007, чавун, Antony Gormley
- Pillar of light, 1991, пісковик, Anish Kapoor
- 55 meter long double-line of double-boulders, 1997, валуни, Richard Nonas
- Vegetaion Room VII, 2000, бронза, Cristina Iglesias
- Untitled, 1994, гальванізовані труби, Carina Gunnars
- Arch, 1995, граніт, Claes Hake
- Eye Benches II, 1996–97, чорний граніт з Зімбабве, Louise Bourgeois
- Social Meeting, 1997, дерево, Raffael Reinsberg
- Untitled (1998), пофарбована бронза, Roland Persson
- She leaves the lights on and forgets the room (1998), сталь і сантехнічна порцеляна, Meta Isaeus-Berlin
- Stevensson (Early Forms), бронза, 1999, Tony Cragg
- Alliansring (Wedding ring), 2000, бронза, Anna Renström
- Skogsdunge (Forest grove), 2002, флагштоки Kari Cavén
- Untitled, 2002, нержавіюча сталь, Anne-Karin Furunes
- Homestead, 2004, дерево, бетон, Clay Ketter
- Dysfuntional Outdoor Gym, 2004, дерево, метал і канати, by Torgny Nilsson
- Den sjuka flickan (The sick girl), 2004, сталь, Jacob Dahlgren
- Flip, 2006, пофарбована сталь, by Mats Bergquist
- Tillåtet (Allowed), 1990-2006, вініл і алюміній, Mikael Richter
- бетон and leaves, 1996, бетон, by Miroslaw Balka
- Koma-Amok, 1997, сталь, Bigert & Bergström
- Umea Prototype, 1999-2000, сталь зі срібним листям берези, Serge Spitzer
- Trajan's Shadow, 2001, бронза, олійна фарба, сталь, Sean Henry
- Beam Walk, 1996, сталь, Cristos Gianakos
- Out, 2004, бронза, Charlotte Gyllenhammar
- Kastenhaus 1166, 2000, метал, дерево, Winter & Hörbelt

## Галерея

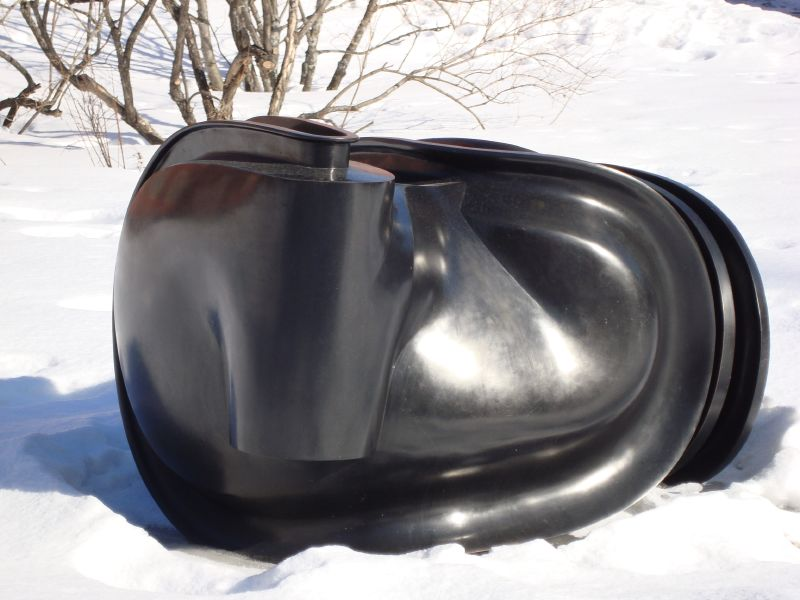
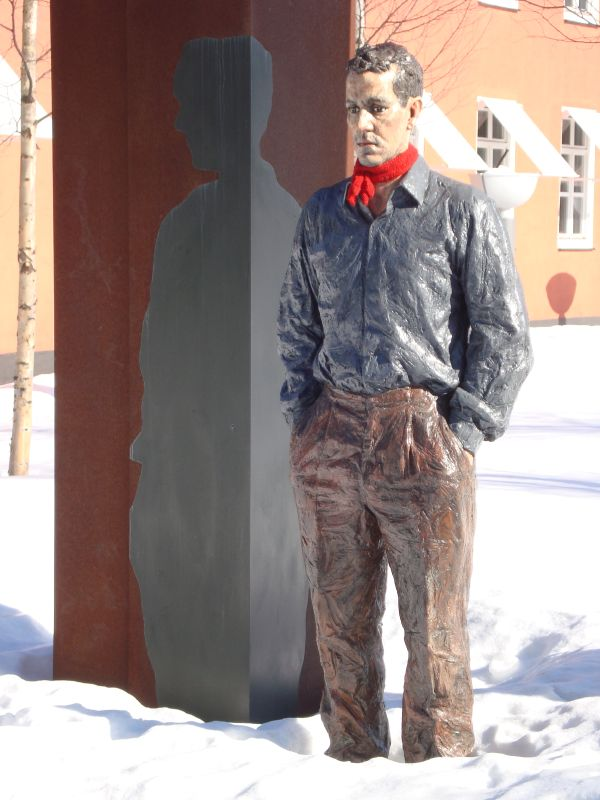
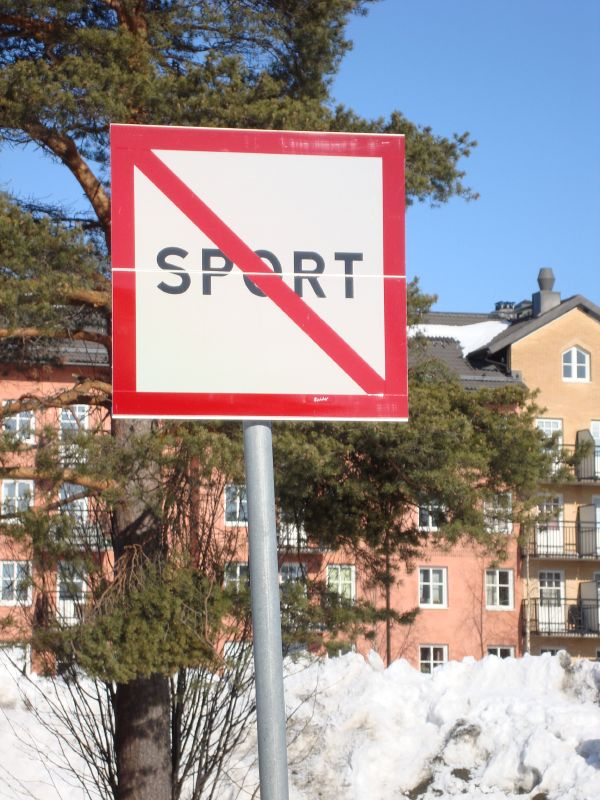
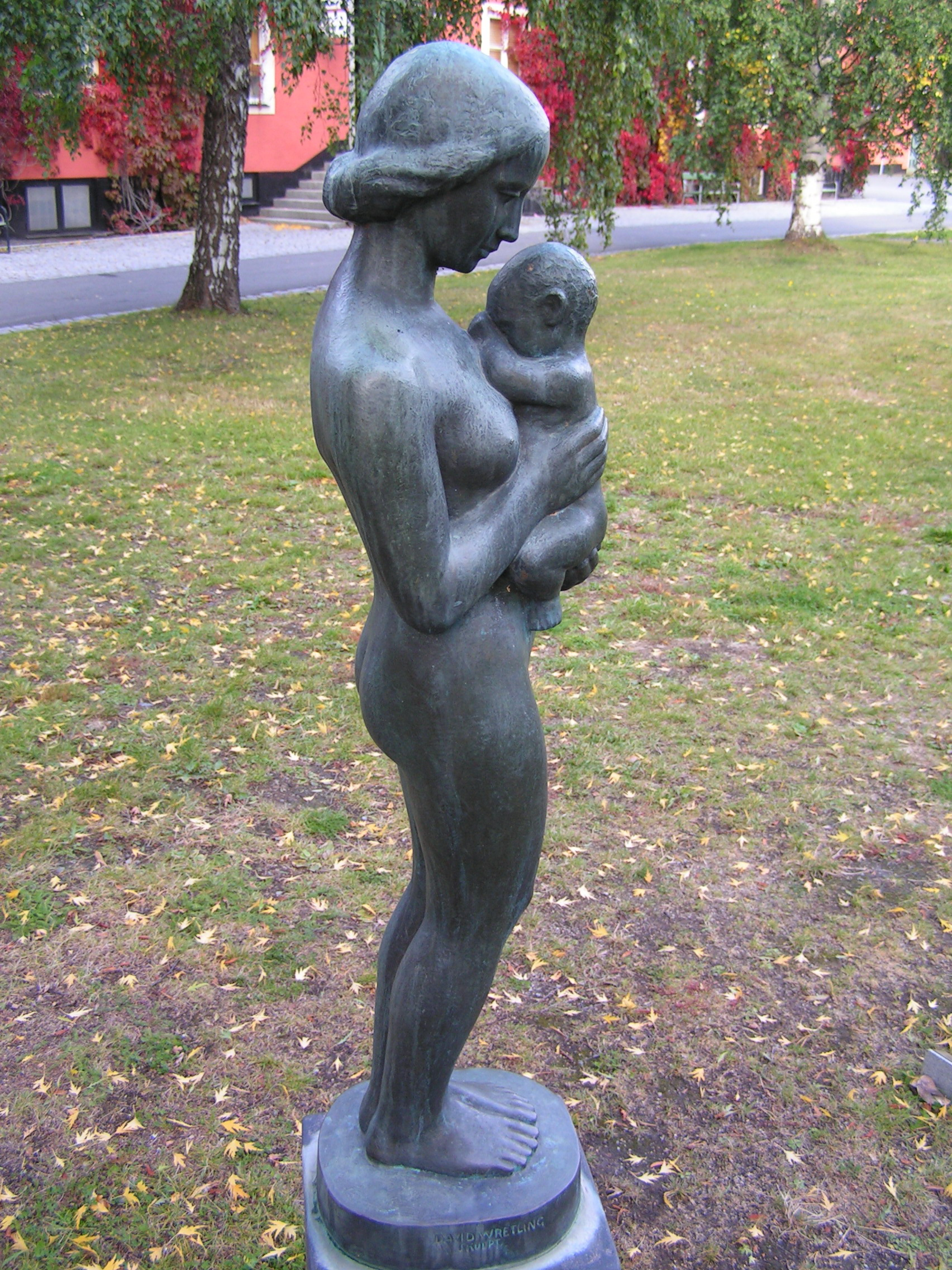
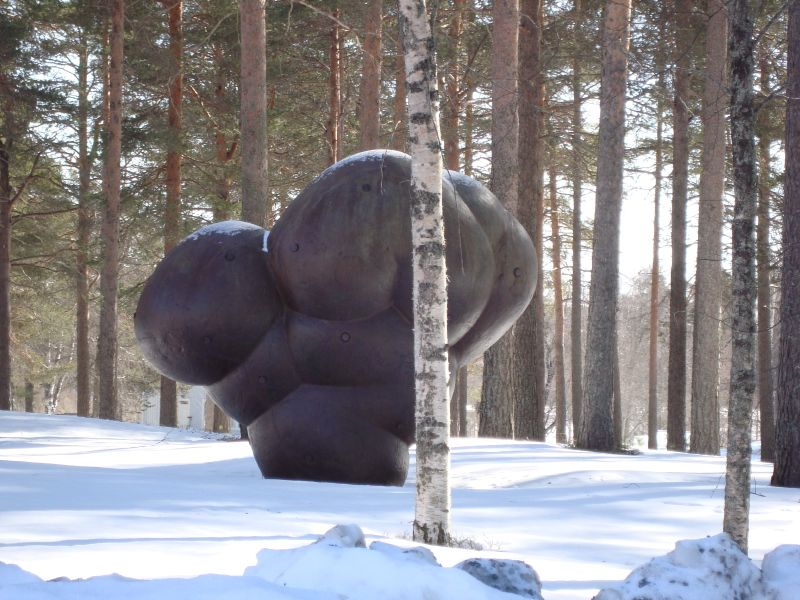
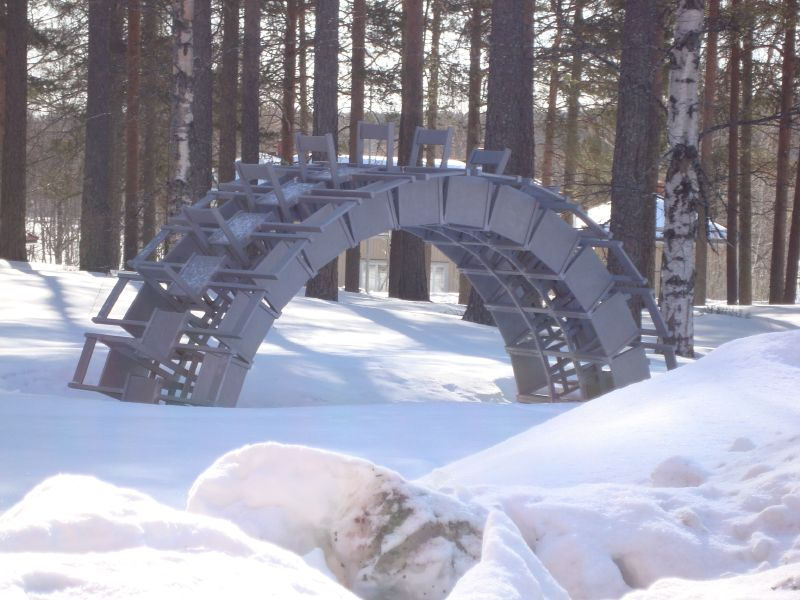
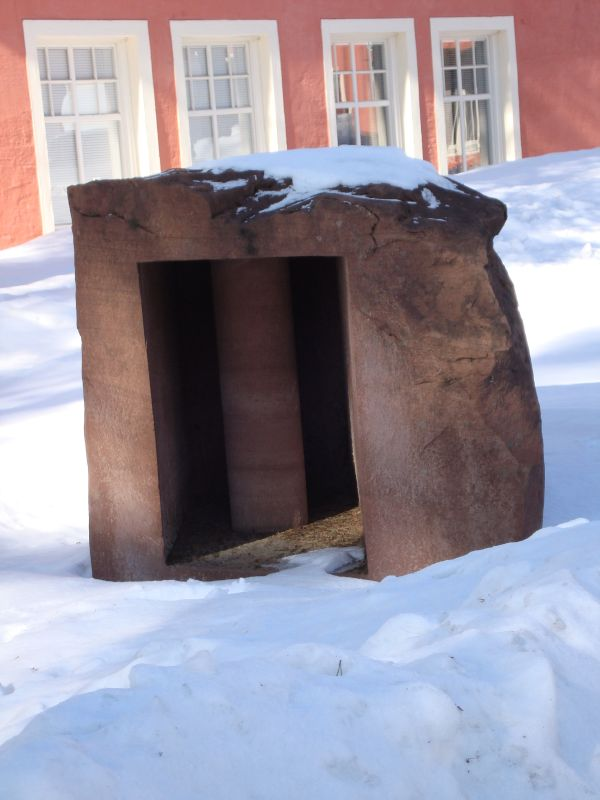